# 1999년 1월
| 1999년: 1월 · 2월 · 3월 · 4월 · 5월 · 6월 · 7월 · 8월 · 9월 · 10월 · 11월 · 12월 |

| <          | 1999년 1월   | 1999년 1월 | 1999년 1월 | 1999년 1월 | 1999년 1월   | >          |
| 일         | 월           | 화         | 수         | 목         | 금           | 토         |
|            |              |            |            |            | 1 11.14 계축 | 2 15 갑인  |
| 3 16 을묘  | 4 17 병진    | 5 18 정사  | 6 19 무오  | 7 20 기미  | 8 21 경신    | 9 22 신유  |
| 10 23 임술 | 11 24 계해   | 12 25 갑자 | 13 26 을축 | 14 27 병인 | 15 28 정묘   | 16 29 무진 |
| 17 30 기사 | 18 12.1 경오 | 19 2 신미  | 20 3 임신  | 21 4 계유  | 22 5 갑술    | 23 6 을해  |
| 24 7 병자  | 25 8 정축    | 26 9 무인  | 27 10 기묘 | 28 11 경진 | 29 12 신사   | 30 13 임오 |
| 31 14 계미 |              |            |            |            |              |            |

| 편집하기 |